# Infamous - Una pessima reputazione
(Tagline del film.)
Infamous - Una pessima reputazione (Infamous) è un film di Douglas McGrath del 2006 con Toby Jones, Sandra Bullock, Daniel Craig e Sigourney Weaver.
Presentato al Festival del cinema di Venezia il 31 agosto 2006, come il film del 2005, Truman Capote - A sangue freddo di Bennett Miller, anche questa pellicola segue Truman Capote nel periodo in cui scrive il romanzo-reportage A sangue freddo.

## Trama
Truman Capote (Toby Jones), conosciuto sia nella società di New York per la sua arguzia e il suo fascino alla moda, sia nei circoli letterari per essere il celebre scrittore di Altre voci, altre stanze e Colazione da Tiffany, legge nelle ultime pagine del New York Times del 16 novembre 1959 un piccolo articolo sull'omicidio di una famiglia di agricoltori, avvenuta ad Holcomb, in Kansas.
Curioso di vedere come i residenti hanno reagito ad un massacro brutale in mezzo a loro, l'autore e la sua amica Harper Lee (Sandra Bullock) si mettono in viaggio per la cittadina con lo scopo di intervistare la gente per un articolo di giornale. Una volta lì, Capote si accorge che ci potrebbe essere materiale sufficiente per quello che lui descrive alla fine come un romanzo di saggistica.

## Sceneggiatura
Il film è basato sul libro di George Plimpton del 1997 Capote: In Which Various Friends, Enemies, Acquaintances and Detractors Recall His Turbulent Career.

## Produzione
La cantante interpretata in un cameo da Gwyneth Paltrow in origine era destinata ad essere Peggy Lee e non Dean Kitty.
Originariamente i titoli del film presentati erano Avete sentito? e Ogni parola è vera, poi si è optato per Infamous.

## Presentazione
Infamous è stato presentato al Festival del cinema di Venezia il 31 agosto 2006. Si differenzia dal precedente film su Truman Capote perché esce dall'ambientazione a New York per arrivare sino in Kansas . E inoltre è più esplicito sui sentimenti romantici tra Truman Capote e Perry Smith.

## Critica
Non sorprende che gran parte della critica del film l'abbia confrontato con il film dell'anno precedente Truman Capote - A sangue freddo, che aveva ricevuto un notevole successo di critica e per il quale Philip Seymour Hoffman ha vinto un Oscar come miglior attore per la sua interpretazione come Truman Capote.

## Premi e candidature
- London Film Critics Circle Award
  - 2007: Vinto - Attore britannico dell'anno a Toby Jones
- Festival Internazionale di Ibiza
  - 2007: Vinto - Miglior attore a Toby Jones
- Independent Spirit Award
  - 2007: Nomination - Miglior attore non protagonista a Daniel Craig